# Marc Fournier
Pour les articles homonymes, voir Fournier (nom de famille).
Marc Fournier, né le 12 novembre 1994 à Alençon, est un coureur cycliste français, professionnel entre 2016 et 2019. Durant sa carrière, il pratique le cyclisme sur piste et sur route.

## Biographie

### Débuts cyclistes et carrière chez les amateurs
Marc Fournier naît le 12 novembre 1994 en France. Son père et son grand-père ont été cyclistes amateurs en première catégorie, et son frère aîné Freddy, également cycliste, a couru avec l'équipe de France junior. Marc Fournier pratique le football, le judo, le handball durant son enfance, avant de passer au cyclisme à 14 ans, après avoir vu une course professionnelle avec son père,. Il fait ses débuts à l'UC Ifs-Hérouville.
En 2011, il rejoint le VC Saint-Lô Pont-Hébert. Il est médaillé de bronze de la poursuite par équipes avec Thomas Boudat, Kévin Lesellier et Maxime Piveteau aux championnats d'Europe juniors sur piste. Il participe également aux championnats du monde juniors, où il est dixième de la poursuite individuelle et sixième de la poursuite par équipes. 
En 2012, il dispute une manche de coupe du monde juniors avec l'équipe de France, le Trofeo Karlsberg,. Durant l'été, aux championnats de France sur route juniors, il est troisième de la course en ligne et quatrième du contre-la-montre, et est ainsi remarqué par l'équipe professionnelle FDJ. Aux championnats de France sur piste, il est deuxième de la poursuite par équipes, troisième de la poursuite individuelle et quatrième de la course aux points.

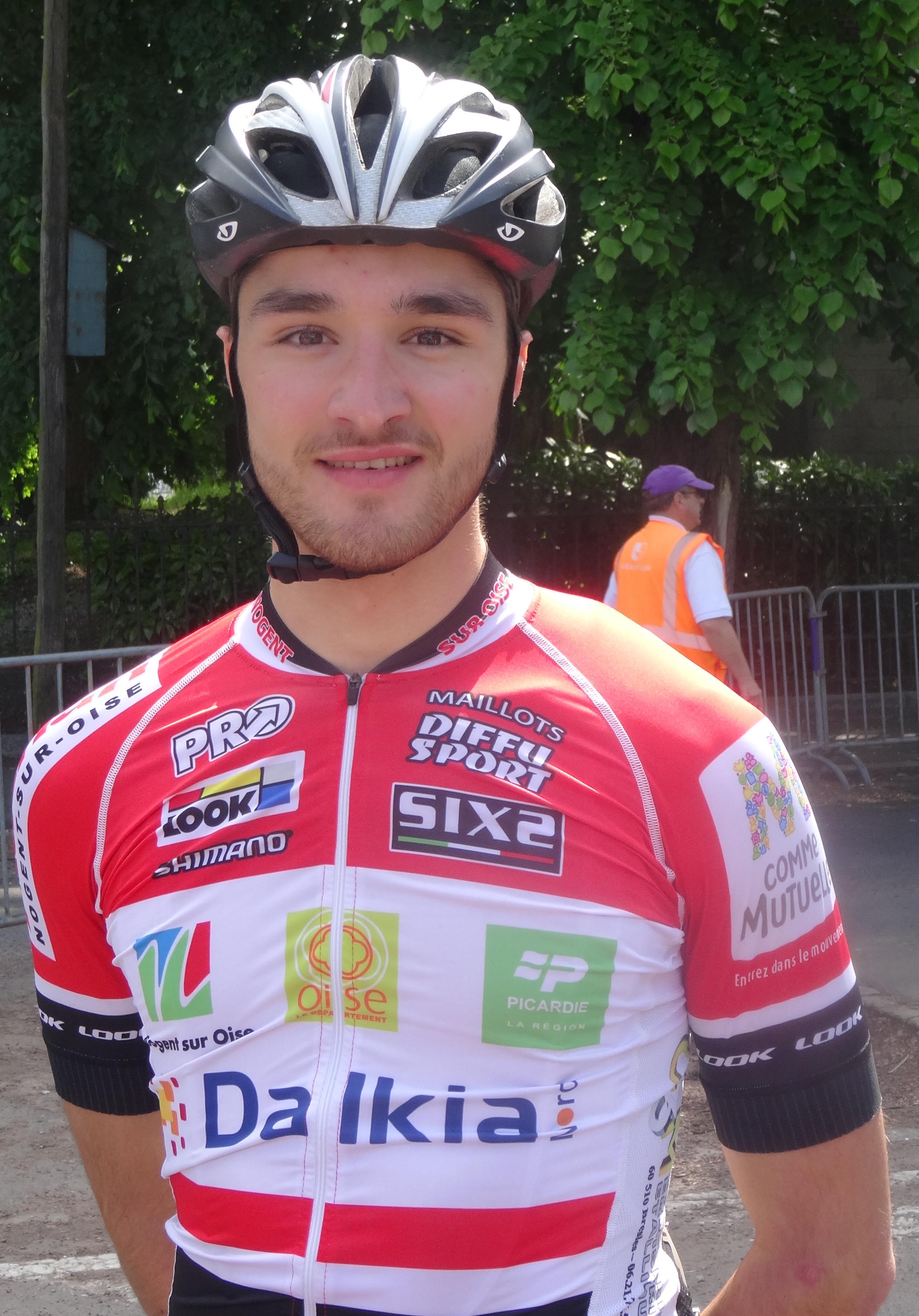
Sous les couleurs du CC Nogent-sur-Oise

En 2013, il est recruté par le Cyclo-club de Nogent-sur-Oise et passe en catégorie espoirs (moins de 23 ans). En juin, il est deuxième du Tour d'Eure-et-Loir et des Boucles de la Mayenne. En août, il remporte le championnat de France de la course aux points espoirs.
Il participe à un stage d'entraînement de l'équipe FDJ en janvier 2014, avec 4 autres coureurs amateurs. Diminué par une mononucléose diagnostiquée en septembre, ses résultats durant cette saison sont en deçà de ses attentes. Il obtient cependant quelques accessits et se classe notamment deuxième de Paris-Chauny. Sur piste, il est médaillé de bronze de l'américaine aux championnats d'Europe espoirs. Il se rattrape en fin de saison aux championnats de France sur piste, au Vélodrome de Saint-Quentin-en-Yvelines, avec deux titres de champion de France élite, la course aux points et l'américaine (avec Benoît Daeninck). Il termine également à la seconde place de l'épreuve de poursuite par équipes et obtient une médaille de bronze en poursuite individuelle.
En début d'année 2015, il intègre l'équipe de France espoirs. Avec cette sélection, il gagne une étape du Triptyque des Monts et Châteaux en avril. Durant ce printemps, il remporte avec le CC Nogent deux manches de la coupe de France des clubs DN1, les Boucles guégonnaises et le Prix des vallons de Schweighouse, ainsi qu'une épreuve des Boucles du Haut-Var. Durant l'été, il participe aux championnats d'Europe sur piste espoirs. Il y obtient la médaille d'or de la poursuite individuelle. Il est également quatrième de la poursuite par équipes, septième de l'américaine et onzième de la course aux points. Aux championnats de France de l'Avenir, il se classe deuxième du championnat de France du contre-la-montre espoirs derrière Rémi Cavagna. Bien qu'il n'ait plus fait partie des jeunes coureurs amateurs suivis par l'équipe FDJ, cette année-là,, il obtient une place de stagiaire au sein de celle-ci. En septembre 2015, il participe aux championnats du monde sur route à Richmond, avec l'équipe de France espoirs. Il est le seul représentant français au contre-la-montre de cette catégorie, dont il prend la 23e place.

### Carrière professionnelle
À la fin de saison 2015, il signe un contrat de deux ans avec la formation FDJ. Il se fracture le poignet en novembre. Cette blessure nécessite une opération suivie de deux mois de repos, ce qui retarde sa préparation en vue de la saison 2016. De retour en compétition au mois de mars, il obtient le 5 avril sa première victoire professionnelle en remportant la première étape du Circuit de la Sarthe après 180 kilomètres d'échappée. Il s'impose ensuite au classement général de cette course. En fin de saison, il se classe troisième du Duo normand avec Johan Le Bon.
Au mois d'août 2017, il s'engage avec Vital Concept, la nouvelle équipe continentale professionnelle créée par Jérôme Pineau.
Au cours de l'été 2018, il devient champion de France de poursuite par équipes (avec Adrien Garel, Corentin Ermenault et Jérémy Lecroq). Durant ces championnats de France, il se classe également cinquième de la course aux points et dixième du scratch.
À l'issue de la saison 2019, il met un terme à sa carrière à 24 ans en raison d'une douleur à la jambe persistante.

Portrait
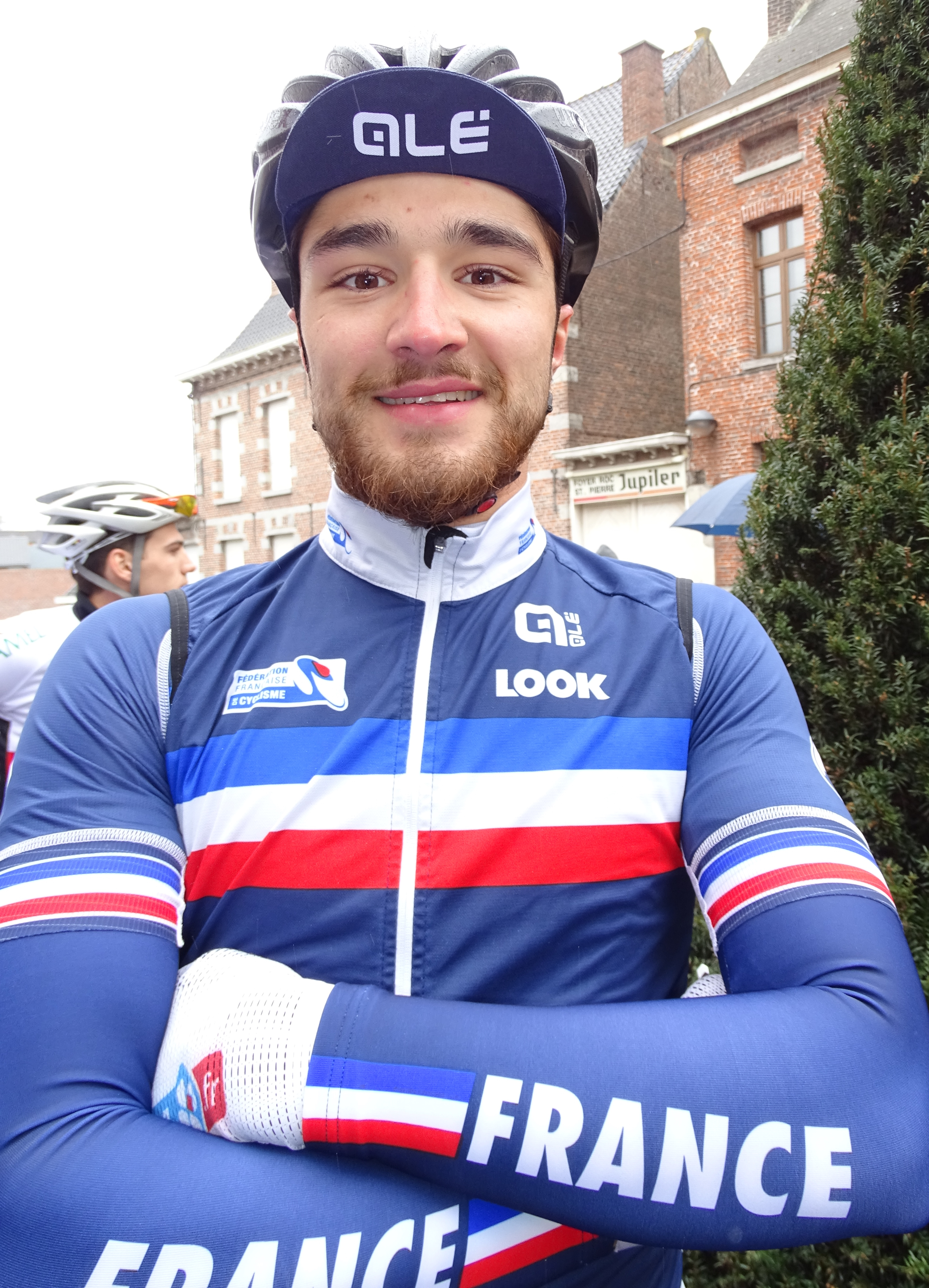
Marc Fournier sous les couleurs de l'équipe de France espoirs au départ de la 1re étape du Triptyque des Monts et Châteaux 2015.

## Palmarès sur piste

### Championnats du monde juniors
| Édition / Épreuve | Poursuite individuelle | Poursuite par équipes |
| Moscou 2011       | 10e                    | 6e                    |

### Championnats d'Europe
| Édition / Épreuve      | Poursuite individuelle | Poursuite par équipes | Américaine |
| Anadia 2011 (juniors)  |                        | Bronze                |            |
| Anadia 2014 (espoirs)  |                        |                       | Bronze     |
| Athènes 2015 (espoirs) | Or                     |                       |            |

### Championnats de France
- 2011
  -  Champion de France de poursuite par équipes juniors (avec Kévin Lesellier, Alexis Gougeard, Anthony Cowley et Nicolas Castelot)
  - 3e de la poursuite individuelle juniors
- 2012
  - 2e de la poursuite par équipes juniors
  - 3e de la poursuite individuelle juniors
- 2013
  -  Champion de France de la course aux points espoirs
  - 3e de la poursuite par équipes
- 2014
  -  Champion de France de la course aux points
  -  Champion de France de l'américaine (avec Benoît Daeninck)
  - 2e de la poursuite par équipes
  - 3e de la poursuite individuelle
- 2018
  -  Champion de France de poursuite par équipes (avec Corentin Ermenault, Adrien Garel et Jérémy Lecroq)

## Palmarès sur route

### Palmarès amateur
- 2011
  - Tour du Pays du Cotentin :
    - Classement général
    - 1re et 2e étapes

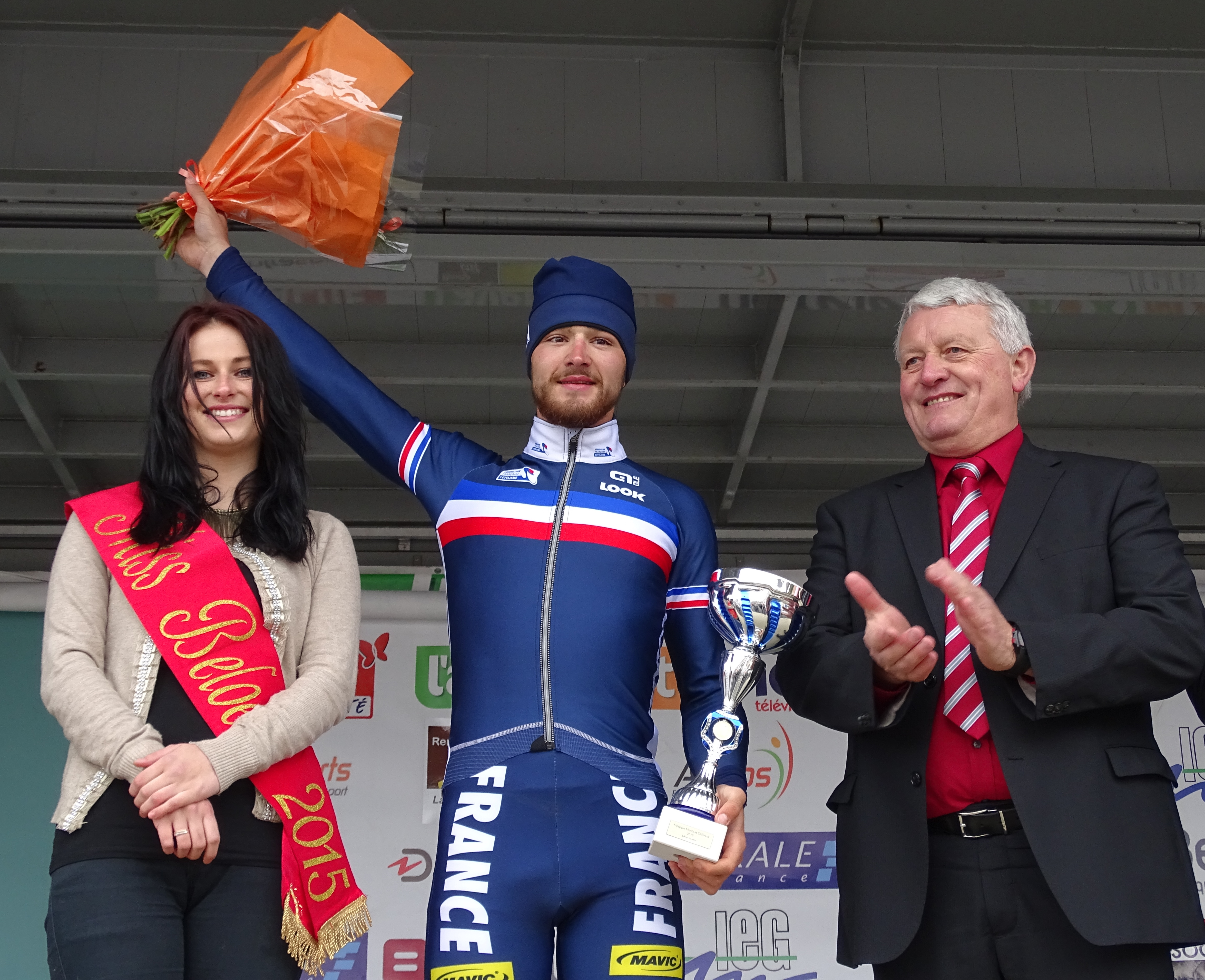
Marc Fournier vainqueur de la 1re étape du Triptyque des Monts et Châteaux 2015.

  - Trio normand juniors (avec Kévin Lesellier et Émilien Raulline)
- 2012
  - 2e du championnat de France sur route juniors
- 2013
  - 2e du Tour d'Eure-et-Loir
  - 2e des Boucles de la Mayenne
- 2014
  - 2e de Paris-Chauny
  - 2e du Trio normand espoirs
  - 3e du Prix de la Saint-Laurent Espoirs
- 2015
  - 1re étape des Boucles du Haut-Var
  - Boucles guégonnaises
  - 1re étape du Triptyque des Monts et Châteaux
  - Prix des Vallons de Schweighouse
  - Grand Prix Le Ham
  - 2e du championnat de France du contre-la-montre espoirs
  - 2e du Circuit de la vallée de la Loire

### Palmarès professionnel
- 2016
  - Circuit de la Sarthe :
    - Classement général
    - 1re étape

  - 3e du Duo normand (avec Johan Le Bon)

### Résultats sur les grands tours

#### Tour d'Espagne
1 participation
- 2017 : abandon (3e étape)

### Classements mondiaux
| Année           | 2013 | 2014 | 2015 |
| --------------- | ---- | ---- | ---- |
| UCI Europe Tour | 408e |      | 710e |